# ناو هواپیمابر پشتیبان

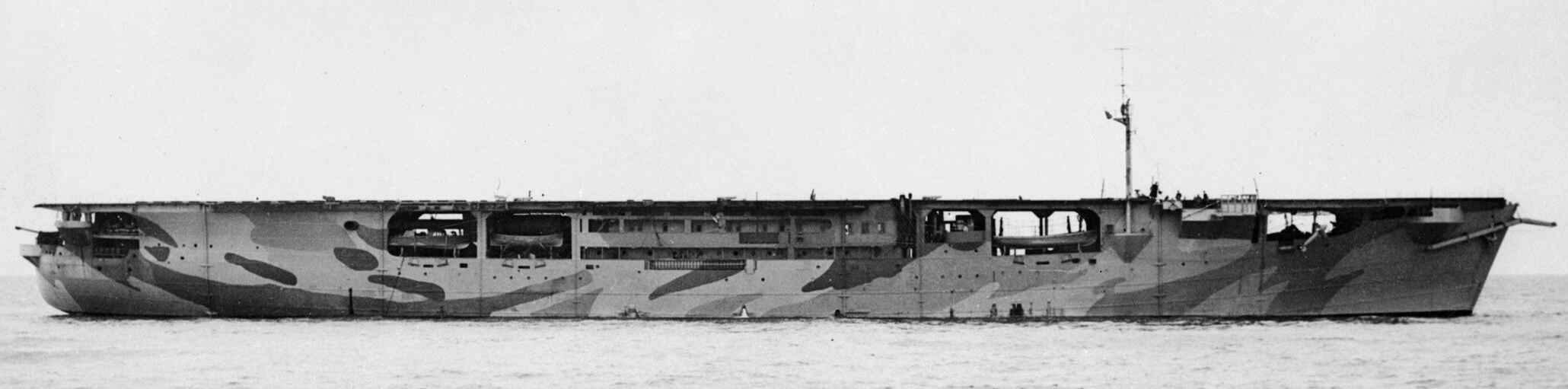
ناو هواپیمابر پشتیبان اچ‌ام‌اس اودسیتی

ناو هواپیمابر پشتیبان نوع کوچک و کندی از ناو هواپیمابر بود که توسط نیروی دریایی بریتانیا، نیروی دریایی ایالات متحده و نیروی دریایی امپراتوری ژاپن در جنگ جهانی دوم استفاده می‌شد.

## پیش‌زمینه
با آغاز جنگ جهانی دوم، لزوم حفاظت هوایی از کاروان‌های تجاری که مایحتاج بریتانیا را از طریق دریا تأمین می‌کردند، در مقابل او-بوت‌های آلمانی عیان شد. برد محدود هواگردهای گشتی خشکی‌پایه کاروان‌های تجاری را در میانه اقیانوس اطلس بدون محافظت رها می‌ساخت. با پدیداری هواگردهای برد بلند شناسایی آلمانی، تنها راه حل مسئله تأمین پوشش هوایی مداوم در تمامی مسیر تجاری بود. به هر صورت در این زمان تعداد کافی ناو هواپیمابر در دسترس قرار نداشت. از این رو ایده ساخت ناو هواپیمابر پشتیبان مطرح گردید.

## ساخت

### بریتانیا
نخستین ناو هواپیمابر پشتیبان توسط بریتانیایی‌ها ساخته و روز ۲۲ ژانویه سال ۱۹۴۱ به آب انداخته شد. از ام‌فاو هانوفر، کشتی غنیمتی آلمانی، به عنوان پایه این شناور استفاده گردید. با افزوده عرشه پرواز و تسلیحات به این کشتی، اچ‌ام‌اس اودسیتی پدید آمد. طول عمر اودسیتی بسیار کوتاه بود و این ناو هواپیمابر پشتیبان تنها پس از چهار ماه خدمت، ماه دسامبر همان سال توسط اژدر آلمانی‌ها غرق شد.

## ایالات متحده

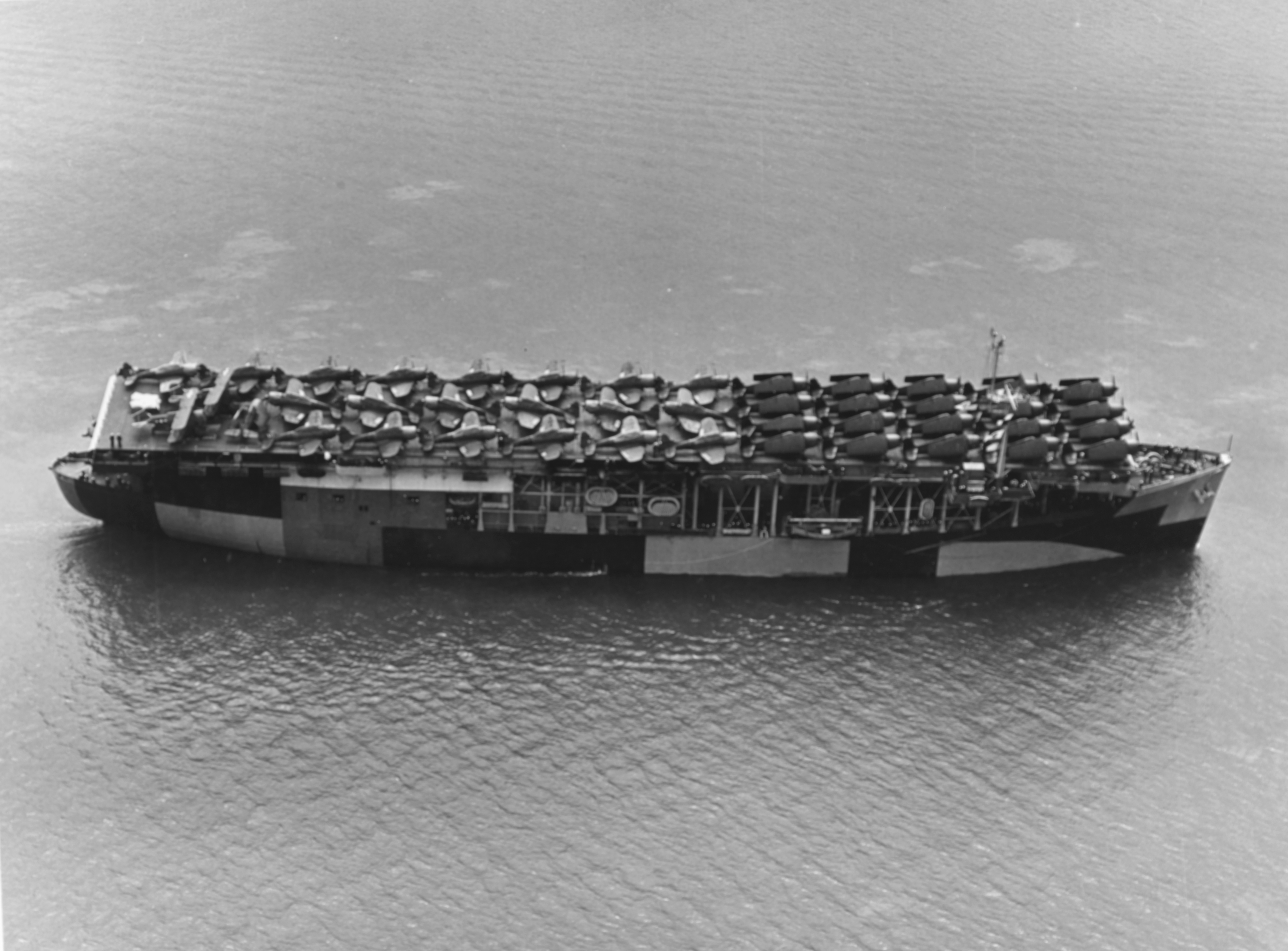
خلیج فرانسیسکو، کالیفرنیا (ایالات متحده آمریکا)، در ۱۰ ژوئن ۱۹۴۴، توسط یک هواپیما از ایستگاه هوایی نیروی دریایی آلامدا عکس گرفته شد. او ۲۱ جنگنده گرومن اف 6 اف هلکت، ۲۰ بمب افکن پیشاهنگی داگلاس اس بی دی دانتلس و دو فروند هواپیمای کمکی گرومن جی۲اف داک در عرشه پروازش دارد.

نیروی دریایی ایالات متحده با تبدیل کردن کشتی موتوری ام‌اس مورمَکمِیل به یواس‌اس لانگ آیلند قدم در این عرصه نهاد. لانگ آیلند دو هفته پیش از اوداسیتی وارد خدمت گشت. نیروی دریایی ایالات متحده از عنوان‌ها متعددی برای این نوع شناورها استفاده نمود. لانگ آیلند در ابتدا روز ۶ مارس سال ۱۹۴۱ اِی‌وی‌جی-1 (AVG-1) به معنای «کشتی کمکی هواگرد پشتیبان» نام گرفت. روز ۲۰ اوت سال ۱۹۴۲ این طبقه‌بندی به اِی‌سی‌وی (ACV) به معنای «ناو هواپیمابر کمکی» تغییر کرد. در نهایت، روز ۱۵ ژوئیه سال ۱۹۴۳ عنوان طبقه‌بندی سی‌وی‌ایی (CVE) به معنای «ناو هواپیمابر پشتیبان» بر این گونه شناورهای جنگی نهاده شد. در جریان جنگ کره این عنوان مجدداً به این بار به سی‌وی‌یو (CVU) به معنای «ناو هواپیمابر تدارکاتی» تغییر یافت.
ناوهای هواپیمابر پشتیبان آمریکایی نام رودخانه‌ها، خلیج‌ها و نبردهای دریایی معروف را به خود می‌گرفتند.

## ویژگی‌ها
طول عرشه پرواز ناوهای هواپیمابر پشتیبان آمریکایی بیش از ۱۵۰ متر بود. این عرشه با سطح آب تنها ۷٫۵ متر فاصله داشت. اتاقک هدایت در سمت راست شناور قرار می‌گرفت.

## تاریخچه عملیاتی
ناوهای هواپیمابر پشتیبان آمریکایی در تمامی کارزارهای عمده دریایی جنگ جهانی دوم از عملیات تورچ در ماه نوامبر سال ۱۹۴۲ تا سقوط ژاپن در ماه سپتامبر سال ۱۹۴۵ مشارکت داشتند. این شناورها در جنگ ضدزیردریایی در اقیانوس اطلس و اقیانوس آرام به کار گرفته شدند. این شناورها هواگرد، قطعات هواگرد و نیرو انتقال می‌دادند و مجروحان و بیماران را بازمی‌گرداندند.